# Olav V Land
Olav V Land er en halvø på den østlige side af øen Spitsbergen i øgruppen Svalbard. Den er navngivet efter Olav 5. af Norge, og hele området er næsten fuldstændigt dækket af gletsjere hvoraf Kvitbræen med et areal på omkring 4150 km2 er den største.
Den eneste gletsjer på Svalbard, der er større, er Austfonna i Nordaustlandet, med et areal på 8492 km2.
Området er relativt lavt i øst mod Hinlopenstrædet (4–600 moh.), og højere mod vest, med Svalbards højeste bjerg Atomfjella i nordvest, 1300–1700 moh. Newtontoppen er 1713 meter høj, og Perriertoppen 1712 moh.